# Te quiero (canción de Ricardo Arjona)
«Te quiero» es una canción de pop latino interpretada por el cantante guatemalteco Ricardo Arjona, publicada el 29 de junio de 2012 como el tercer sencillo de su decimotercer álbum de estudio Independiente (2011). Arjona la compuso y la produjo con sus antiguos colaboradores Dan Warner y Lee Levin bajo sus nombres artísticos Los Gringos. El trabajo adicional de grabación estuvo a cargo de Peter Wallace, Matt Rollings, Carlos «Cabral» Junior e Isaías García.
Tras su lanzamiento, ocupó el puesto número quince del Mexican Airplay y el uno en las listas Latin Pop Songs, Latin Airplay, Tropical Songs y Top Latin Songs. Un vídeo musical fue publicado en junio de 2012. Gabriel Blanco lo dirigió y lo filmó durante la presentación de Arjona en el Estadio Vélez Sarfield, Buenos Aires, Argentina, como parte de su Metamorfosis World Tour, y marcó la primera vez que Arjona lanzó un vídeo musical grabado desde sus actuaciones en vivo durante la gira.

## Antecedentes

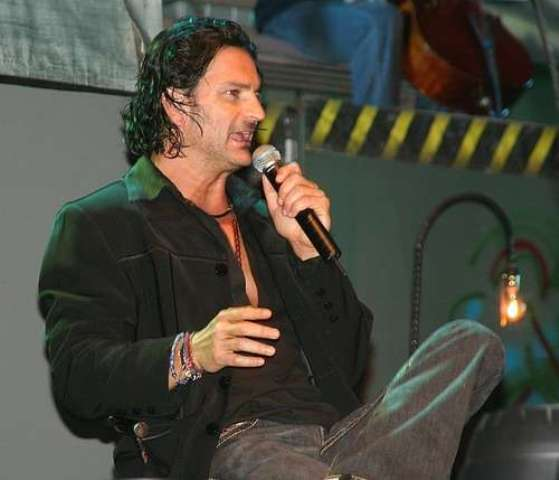
En 2011, Arjona fundó su propio sello discográfico Metamorfosis.

Independiente es el primer álbum de Arjona lanzado como artista independiente, y a través de su propio sello discográfico, Metamorfosis, una empresa que creó para reorientar su carrera. Presidida por Arjona y algunos amigos, Metamorfosis tiene su sede en Miami y Ciudad de México, e incluye también el fotógrafo y director Ricardo Calderón, el ejecutivo Humberto Calderón de Universal Music México y Miriam Sommerz de BMG. Aunque el álbum se comercializó con la nueva discográfica, la distribución estuvo a cargo de Warner Music. Arjona comentó que muchas veces consideraba la forma de ser independiente al plantear un compromiso más que la libertad, y comentó que «dentro de la palabra "independiente", aunque suena a libertad extrema, hay una cantidad enorme de compromisos y responsabilidad de poder administrar, de la mejor manera posible, la independencia».
Independiente fue compuesto y escrito en el plazo de un año, y marcó la cuarta vez que Arjona colabora con Tommy Torres, quien había ayudado a escribir, componer, producir y proveer coros. Los otros tres álbumes en el que los dos artistas habían trabajado juntos son Quién dijo ayer (2007), en el que Torres ayudó a producir los sencillos «Quien» y «Quiero» y ofreció un trabajo adicional en las nuevas versiones de éxitos de Arjona; 5to piso (2008) y Adentro (2005), respectivamente. También, en el álbum, Arjona regresó a su clásico y característico sonido, el cual Torres había ayudado a lo artesanal desde hace seis años, tras el drástico cambio que hizo en Poquita ropa (2010). En ese álbum, el artista hizo uso de la menor cantidad posible de instrumentos, y simplificó su sonido y la introducción de lo que él llamó un «esfuerzo acústico desmontado» de su música.
Semanas antes del lanzamiento de Independiente, Arjona emitió una carta en la que habló sobre sus anteriores relaciones con las compañías discográficas. En la carta, reveló que entró en su primera compañía discográfica como un canje, y comentó que «un productor, amigo mío, les dijo [a la discográfica] que si no me firmaban a mí no iban a firmar a dos artistas [que tenía en ese momento]» y que recibió el «mínimo porcentaje de regalías» fuera de sus álbumes más exitosos. Billboard observó que, aunque otros grupos han decidido lanzar independientemente sus trabajos después de tener un contrato con importantes compañías, Arjona es por mucho el más importante artista en el pop latino a seguir esta tendencia.

## Composición
«Te quiero» es una canción de pop latino compuesta y producida por Arjona junto a sus colaboradores Dan Warner y Lee Levin bajo sus nombres artísticos Los Gringos. Roger Hudson proporcionó coros adicionales y Matt Rollings, Peter Wallace, Carlos «Cabral» Junior e Isaías García sirvieron como ingenieros de grabación, junto a Warner y Levin. David Thoener la mezcló en The Blue Grotto, Nashville, Tennessee, mientras que Tom Coyne la masterizó en Sterling Sound, Nueva York.
La composición está fuertemente basada en tambores y guitarras, junto con elementos adicionales del órgano Hammond, el bajo y la percusión. David Jeffries de Allmusic, en su reseña de Independiente, dijo que la canción «se basa en una juerga de banda completa durante sus coros». Una versión en vivo del tema fue realizado y utilizado en el vídeo musical e incluido en el sencillo.

## Promoción

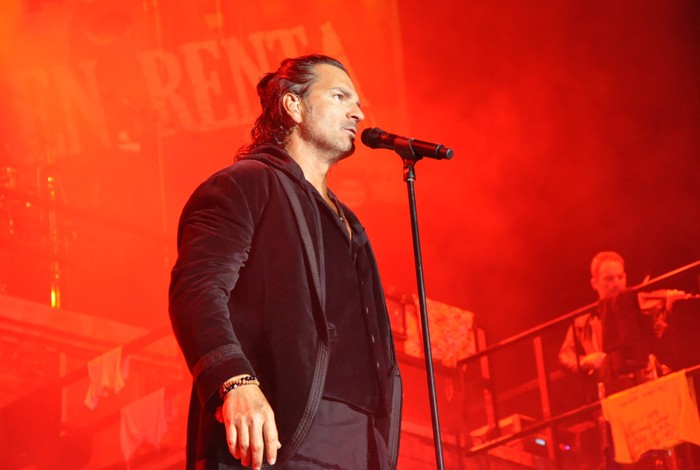
Arjona interpretó «Te quiero» en la gira mundial Metamorfosis, así como en un programa transmitido por Televisa en 2011.

### Vídeo musical
El vídeo musical de «Te quiero» se lanzó el 20 de junio de 2012. Fue filmado durante las presentaciones en el Estadio Vélez Sarsfield, Buenos Aires, Argentina, como parte de su Metamorfosis World Tour. Gabriel Blanco lo dirigió y Tamir Lotan lo produjo. Esta es la primera vez que Arjona lanza un vídeo grabado desde sus actuaciones en vivo durante la gira. El clip comienza mostrando el detrás de escenas del rodaje de Arjona, su equipo y sus fanáticos, mientras la canción comienza a reproducirse. A continuación, se muestra al cantante en el escenario interpretándola frente al público en el estadio Vélez, interpolados con escenas de personas durante la actuación cantándola. La versión en vivo utilizada en el clip se incluyó en el sencillo.

### Interpretaciones en vivo
«Te Quiero» formó parte de la lista de canciones para un programa televisado en 2011. El especial incluía a los cantantes Gaby Moreno, Ricky Muñoz (de la banda mexicana Intocable) y Paquita la del Barrio. Emitido por Televisa, el programa se hizo a manera de showcast para las catorce canciones nuevas incluidas en Independiente. Ricky Muñoz comentó que estaba «feliz de hacer cosas para Ricardo», y explicó que se conocieron «hace tiempo» y que era «una situación muy especial». El Canal de las Estrellas lo transmitió tiempo después, el 5 de noviembre de 2011.

## Lista de canciones
| Descarga digital |                       |          |  |
| N.º              | Título                | Duración |  |
| 1.               | «Te quiero»           | 4:38     |  |
| 2.               | «Te quiero» (En vivo) | 4:56     |  |

## Posicionamiento en listas
| País (Lista 2012)                | Mejor posición |
| -------------------------------- | -------------- |
| Honduras                         | 32             |
| México (Mexico Airplay)          | 10             |
| Estados Unidos (Latin Pop Songs) | 1              |
| Estados Unidos (Latin Airplay)   | 1              |
| Estados Unidos (Tropical Songs)  | 1              |
| Estados Unidos (Top Latin Songs) | 1              |

## Créditos y personal
Créditos adaptados de notas del álbum.
- Ricardo Arjona – Productor, letras, voz
- Roger Hudson – Corista
- Dan Warner – Bajo eléctrico, guitarras, programación adicional, ingeniería de sonido
- Lee Levin – Tambor, percusión, ingeniería de sonido
- Matt Rollings – Ingeniería de sonido
- David Thoener – Ingeniería de mezcla
- Peter Wallace – Órgano Hammond, ingeniería de sonido
- Carlos «Cabral» Junior – Ingeniería de sonido
- Isaías Garcia – Ingeniería de sonido